# Roßwandspitze
Roßwandspitze är ett berg i Österrike.   Det ligger i distriktet Schwaz och förbundslandet Tyrolen, i den västra delen av landet, 400 km väster om huvudstaden Wien. Toppen på Roßwandspitze är 2 627 meter över havet.
Terrängen runt Roßwandspitze är huvudsakligen bergig. Runt Roßwandspitze är det ganska glesbefolkat, med 30 invånare per kvadratkilometer.. Närmaste större samhälle är Mayrhofen, 11,2 km nordväst om Roßwandspitze. 
Trakten runt Roßwandspitze består i huvudsak av gräsmarker.